# Cú mèo đỏ
Otus rufescens là một loài chim trong họ Strigidae.